# Щавель кривавий
Щавель кривавий (Rumex sanguineus) — вид рослин з родини гречкових (Polygonaceae), поширений у Європі й західній Азії.

## Опис
Багаторічна рослина 40–100 см заввишки. Стебло у верхній частині гіллясте. Нижні листки довгасті, з трохи серцеподібною або заокругленою основою, на краю дрібно-волосисті. Суцвіття майже безлисте, тільки біля основи гілочок з листками. Лише 1 листочок оцвітини з горбиком. Рослини зазвичай голі з вертикальним корінням. Стебло вертикальне, гіллясте в дистальній третині, іноді гіллясті майже від основи або з невеликими квітучими стеблами з підщепи. Листова пластина довгасто-ланцетна, зворотнояйцеподібно-ланцетна або ланцетна, звичайно (5)10–30 × 2,5–6 см. Суцвіття кінцеве, що займає дистальне 2/3 стебла, нещільне, перерване, широко волотисте, без листя або листя лише біля основи. Квітки по 10–20 у кільцях; внутрішні листочки оцвітини довгасто-ланцетні, довгасті або язичкові, 2–3 × 0,8–1,3(1,8) мм, ≈ удвічі більші в довжину ніж у ширину, краї цілі, верхівки тупі. Плоди зазвичай темно-червонувато-коричневі до майже чорних, 1,25–1,5(1,8) × 1–1.3 мм. 2n = 20.

## Поширення
Поширений у більшій частині Європи й у Західній Азії (Азербайджан, Грузія, північний Іран); інтродукований у Канаді, США, Чилі.
В Україні вид зростає у вологих місцях, на узліссях, схилах, серед чагарників — у Закарпатті, Прикарпатті, Лісостепу і Степу, зрідка.

## Галерея

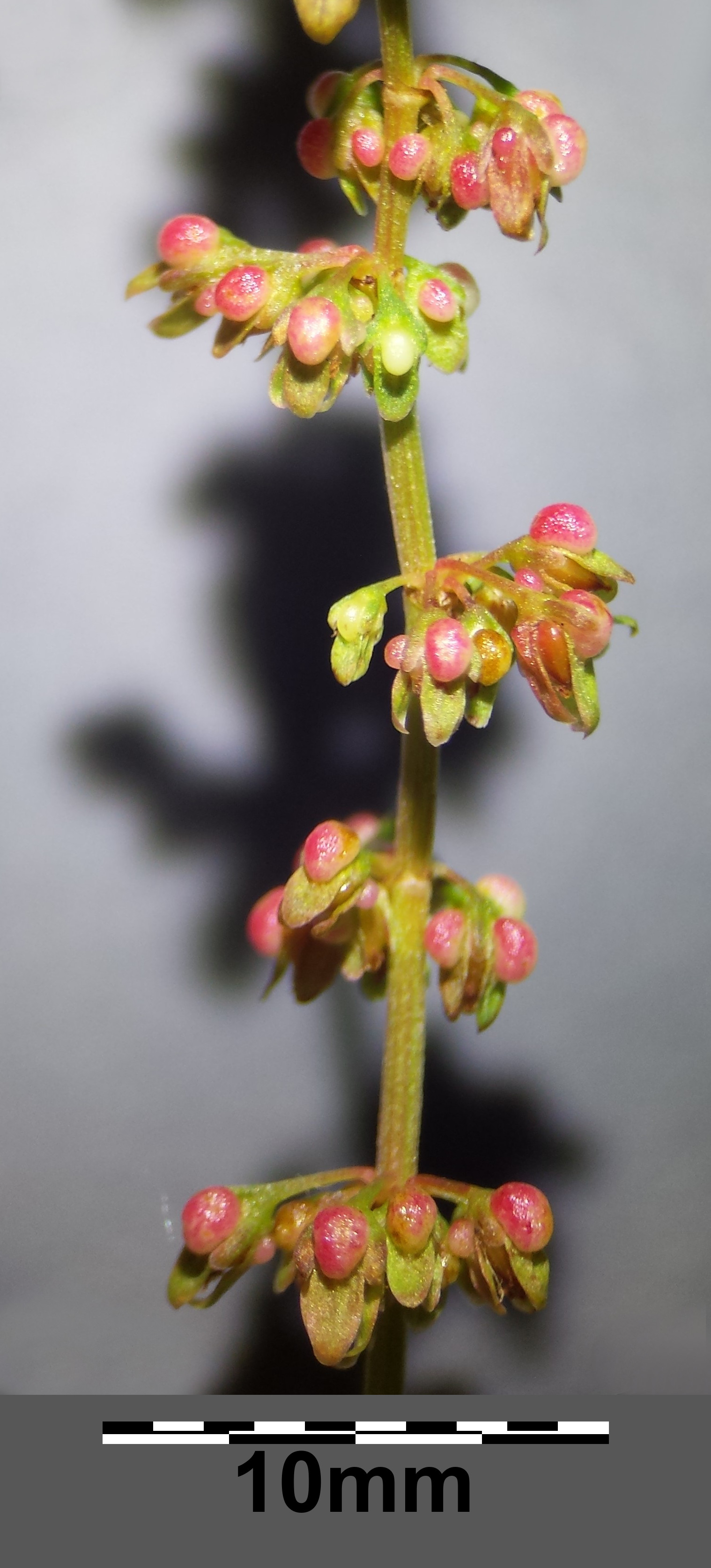
суцвіття
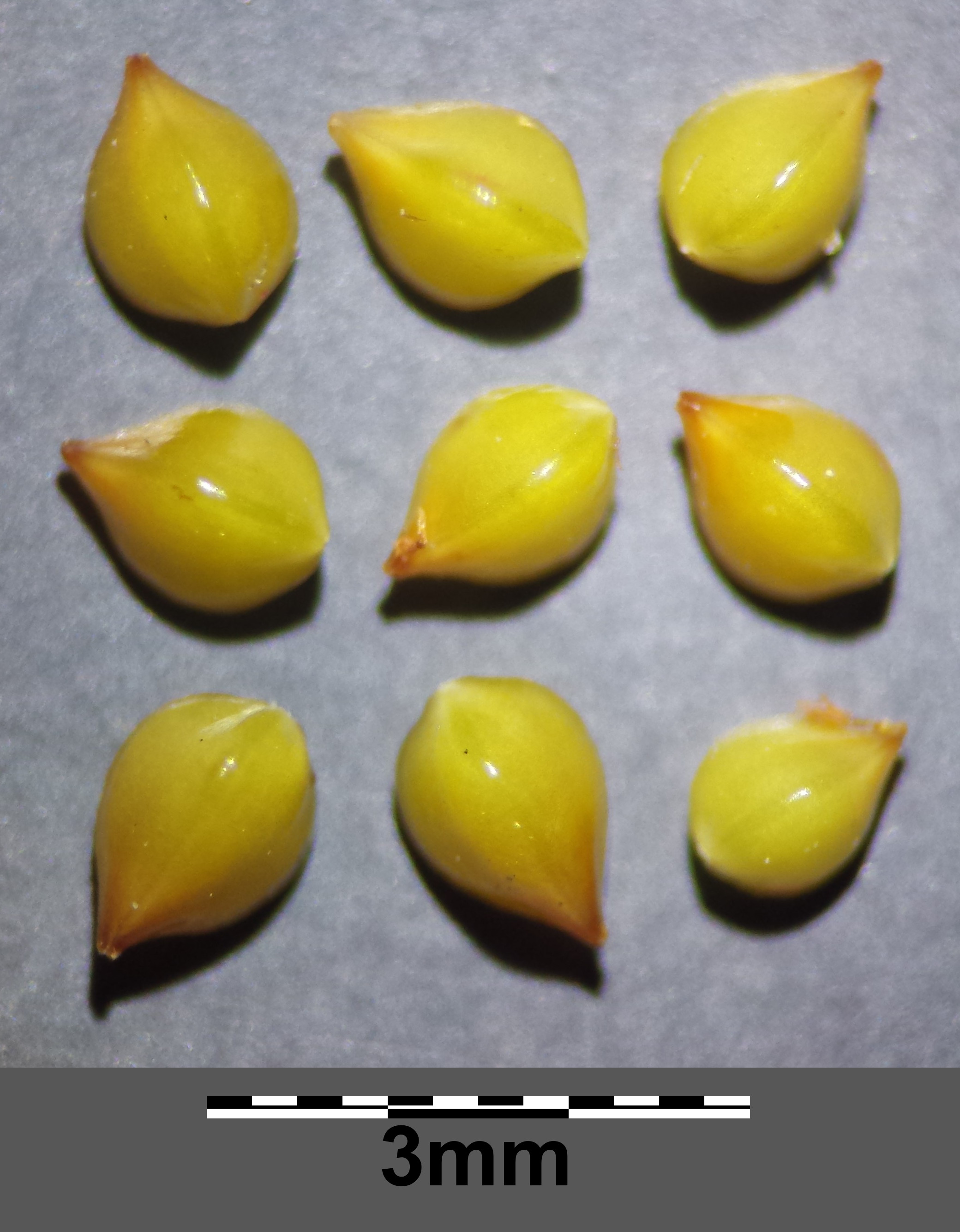
плоди
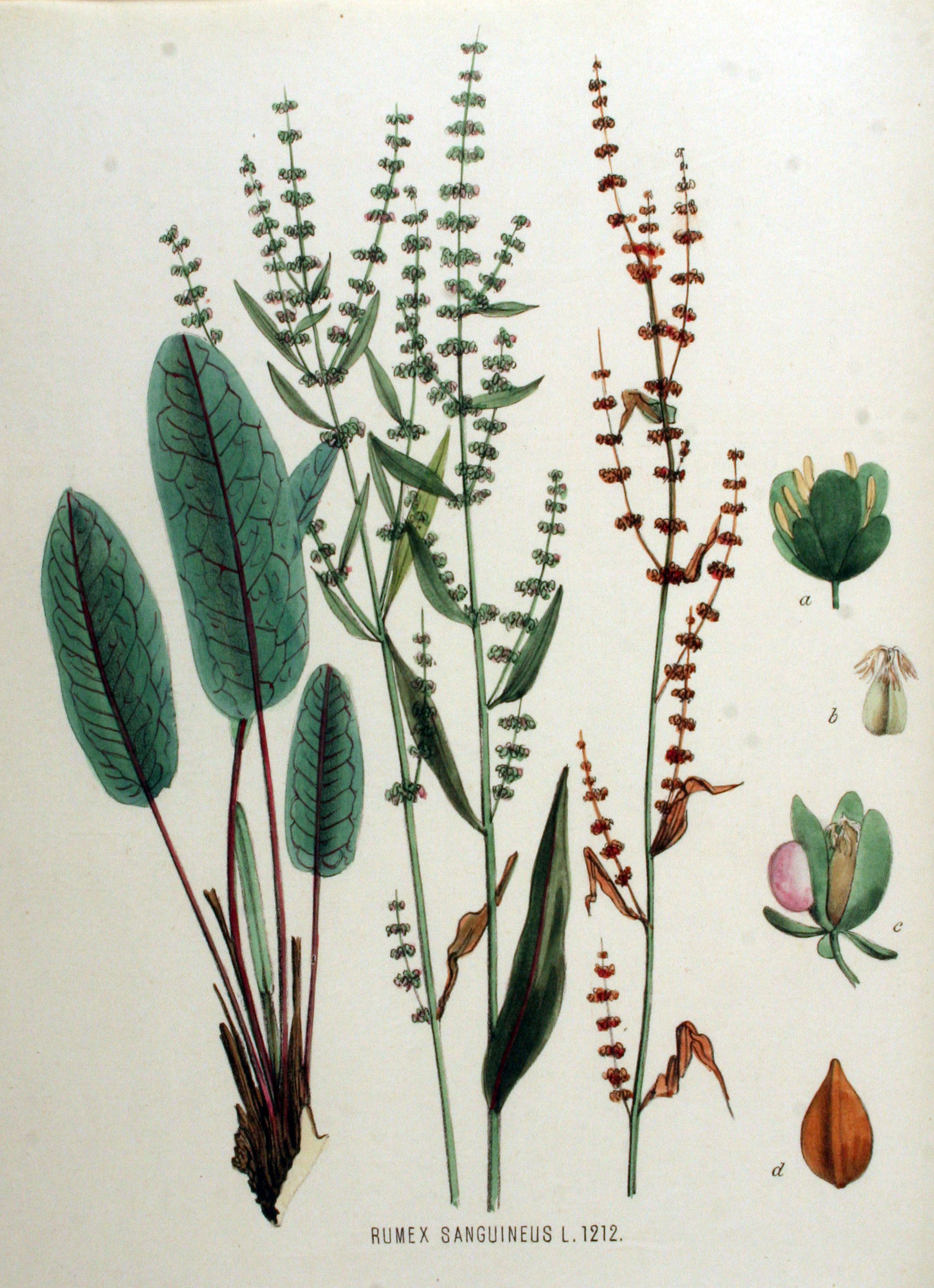
ілюстрація